# Gareth Wigan
Gareth Wigan (* 2. Dezember 1931 in London; † 23. Februar 2010 in Los Angeles, Kalifornien) war ein britischer Filmproduzent. 

## Leben
Gareth Wigan wurde in London geboren, wo er 1952 an der University of Oxford im Fach Englische Literatur einen Abschluss erlangte. Nachdem er als Agent für die MCA gearbeitet hatte, eröffnete er mit Richard Gregson die Agentur Gregson & Wigan, die 1970 verkauft wurde. Folglich zog er nach Los Angeles, wo er seine dritte Ehefrau, die Publizistin Patricia Newcomb, kennenlernte. Die beiden heirateten am 28. Juni 1982; zuvor war Wigan mit Heather Germann in einer Ehe und heiratete danach die Schauspielerin Georgia Brown, mit der er vier Kinder hatte. 
Wigan arbeitete am Film Krieg der Sterne mit, sowie den Streifen Alien, Am Wendepunkt, Die Stunde des Siegers, Der Stoff, aus dem die Helden sind und Bram Stoker’s Dracula. Der Film Kick-Ass ist Wigan gewidmet, da er am 23. Februar 2010 starb. Er war außerdem Mitgründer von The Ladd Company und Teil der Los Angeles Opera.